# Karl Kajetan von Gaisruck
Karl Kajetan Graf von Gaisruck, avstrijski duhovnik, škof in kardinal, * 7. avgust 1769, Celovec, † 19. november 1846.

## Življenjepis
15. septembra 1788 je prejel duhovniško posvečenje.
20. julija 1801 je bil imenovan za pomožnega škofa Passaua in za naslovnega škofa Derbe; škofovsko posvečenje je prejel 23. avgusta istega leta.
1. marca 1818 je bil imenovan za milanskega nadškofa; potrjen je bil 16. maja istega leta.
27. septembra 1824 je bil povzdignjen v kardinala. 21. maja 1829 je bil ustoličen kot kardinal-duhovnik S. Marco.
Umrl je 19. novembra 1846.